# جنگ فالکلند
جنگ فالکلند (به انگلیسی: Falklands War) (به اسپانیایی: Guerra de las Malvinas / Guerra del Atlántico Sur) جنگی اعلان‌نشده بود که در سال ۱۹۸۲ در زمان نخست‌وزیری مارگارت تاچر در بریتانیا بین این کشور و آرژانتین برسر مالکیت سرزمین‌های فرادریایی بریتانیا در جنوب اقیانوس اطلس شامل جزایر فالکلند و جزایر جورجیای جنوبی و ساندویچ جنوبی درگرفت. جزایر فالکلند ۴۰۰ کیلومتر با سواحل آرژانتین فاصله دارند و انگلیس از سال ۱۸۳۳ بر این جزایر حاکمیت دارد. این نبرد ۷۴ روز ادامه داشت و به مرگ ۲۵۵ بریتانیایی و ۶۴۹ آرژانتینی و ۳ نفر از ساکنان فالکلند انجامید. این جنگ در ۲ آوریل ۱۹۸۲ برای باز پس گیری جزایر فالکلند توسط آرژانتین آغاز شد. در روز ۵ آوریل نیروهای دریایی و هوایی بریتانیا به منطقه فرستاده شدند. جنگ پس از حدود ۱۰ هفته در ۱۴ ژوئن با تسلیم شدن نیروهای آرژانتین پایان یافت و نیروهای بریتانیایی مجدداً کنترل جزایر را به‌دست آوردند. روابط سیاسی دو کشور در سال ۱۹۸۹ پس از نشستی مشترک در مادرید مجدداً برقرار شد.
جنگ فالکلند دارای تأثیرات فرهنگی و سیاسی عمیقی در آرڗانتین بود. شکست آرژانتین در این جنگ منجر به سرنگونی حکومت دیکتاتوری نظامی ژنرال لئوپولدو گالتیری شد، که بعداً به علت «بی‌کفایتی» در حین جنگ، در بوئنوس‌آیرس زندانی شد.
در همه‌پرسی سال ۲۰۱۳ میلادی که در مجمع‌الجزایر فالکلند برگزار شد، ساکنان این جزایر به‌طور گسترده حمایت خود را از وابستگی سرزمین خود به نظام پادشاهی بریتانیا اعلام کردند.

## پیشینه
مجمع‌الجزایر مالویناس یا فالکلند که در ۱۳ هزار کیلومتری خاک بریتانیا و ۴۸۰ کیلومتر با آرژانتین فاصله دارند، مورد اختلاف این دو کشور است.این جزایر، از دو جزیرهٔ بزرگ فالکلند غربی و شرقی و صدها جزیرهٔ کوچک دیگر تشکیل شده‌است و انگلیسی‌ها این جزایر را در سال ۱۸۳۳ میلادی اشغال کردند.
دولت آرژانتین، جزایر مالویناس که هم‌اینک نزدیک به ۳ هزار نفر جمعیت دارد را منطقه‌ای اشغال شده می‌داند که مالکیت آن باید به این کشور بازگردانده شود، اما انگلیس این مسئله را رد می‌کند.
در سال ۱۹۸۲ میلادی آرژانتین به این جزایر حمله کرد اما انگلیس در جنگی شدید و کوتاه‌مدت (۷۴ روز) که حدود ۹۰۰ کشته داشت (۶۴۹ آرژانتینی و ۲۵۵ انگلیسی) دوباره جزایر را پس گرفت.
اختلافات میان این دو کشور از سال ۲۰۱۰ میلادی از زمانی که انگلیس اقدام به اکتشاف نفت و گاز در اطراف این جزایر کرد و چند ماه پیش از آن هم کشتی‌های نظامی خود را به این سوی این منطقه گسیل داشت، افزایش پیدا کرد.
آرژانتین در همان زمان علیه عملیات حفاری نفتی شرکت‌های انگلیسی در آب‌های ساحلی جزایر مالویناس (فالکلند)، اقدامات حقوقی در سطح بین‌المللی آغاز کرد.
به گزارش منابع انگلیسی، پنج شرکت بزرگ نفتی با نام‌های «پرمیراویل»، «راک هوپر»، شرکت نفت و گاز فالکلند و شرکت بین‌المللی «ادیسون» در میان شرکت‌هایی بودند که دولت آرژانتین علیه آن‌ها طرح شکایت کرد.
|                                                           |  |                                                                    |
| ژنرال لئوپولدو گالتیری، رهبر تجدید سازمان هونتای آرژانتین |  | و آدمیرال خورخه آنایا نیروی محرک در تصمیم‌گیری هونتا برای حمله بود. |